# Ortvay Rudolf
Ortvay Rudolf (Miskolc, 1885. január 1. – Budapest, 1945. január 2.) fizikus, egyetemi tanár, az MTA levelező tagja (1925); az európai szintű modern elméleti fizikai oktatás és kutatás hazai megteremtője. Kutatási területe: az anyag szerkezete, relativitáselmélet, kvantumelmélet. Ortvay Tivadar (1843–1916) történész, régész, földrajztudós unokaöccse.

## Életpályája
Német eredetű értelmiségi családba született. Középiskolai tanulmányait a II. kerületi kir. egyetemi Katolikus Főgimnáziumban végezte. A jeles érettségit követően beiratkozott a Budapesti Tudományegyetem Orvostudományi Karára. Két évvel később átiratkozott a Bölcsészettudományi Karra, ahol matematikát és fizikát hallgatott. Tanulmányait két évvel később a Göttingeni Egyetemen folytatta, ahol tanárai voltak többek között Hermann Minkowski, David Hilbert, és Felix Klein, akik nagy hatással voltak későbbi tudományos pályájára. A diploma megszerzését követően 1908-ban Tangl Károly asszisztensnek, egyetemi tanársegédnek hívta maga mellé Kolozsvárra. Itt a Magyar Királyi Ferenc József Tudományegyetemen írta meg doktori értekezését "a folyadékok dielektromos állandójának nyomással való változásával" kapcsolatos kutatásaiból.

Külföldi tanulmányútján Zürichben Peter Debye (1884-1966) mellett dolgozott, Münchenben Arnold Sommerfeld (1868-1951) német matematikus és elméleti fizikus környezetében az anyagszerkezettel foglalkozott. Egyetemi tanulmányai elvégzése után 1915-től magántanár volt, majd a nyugdíjba vonuló Farkas Gyula tanszékvezetői székét örökölte a kolozsvári egyetemen.

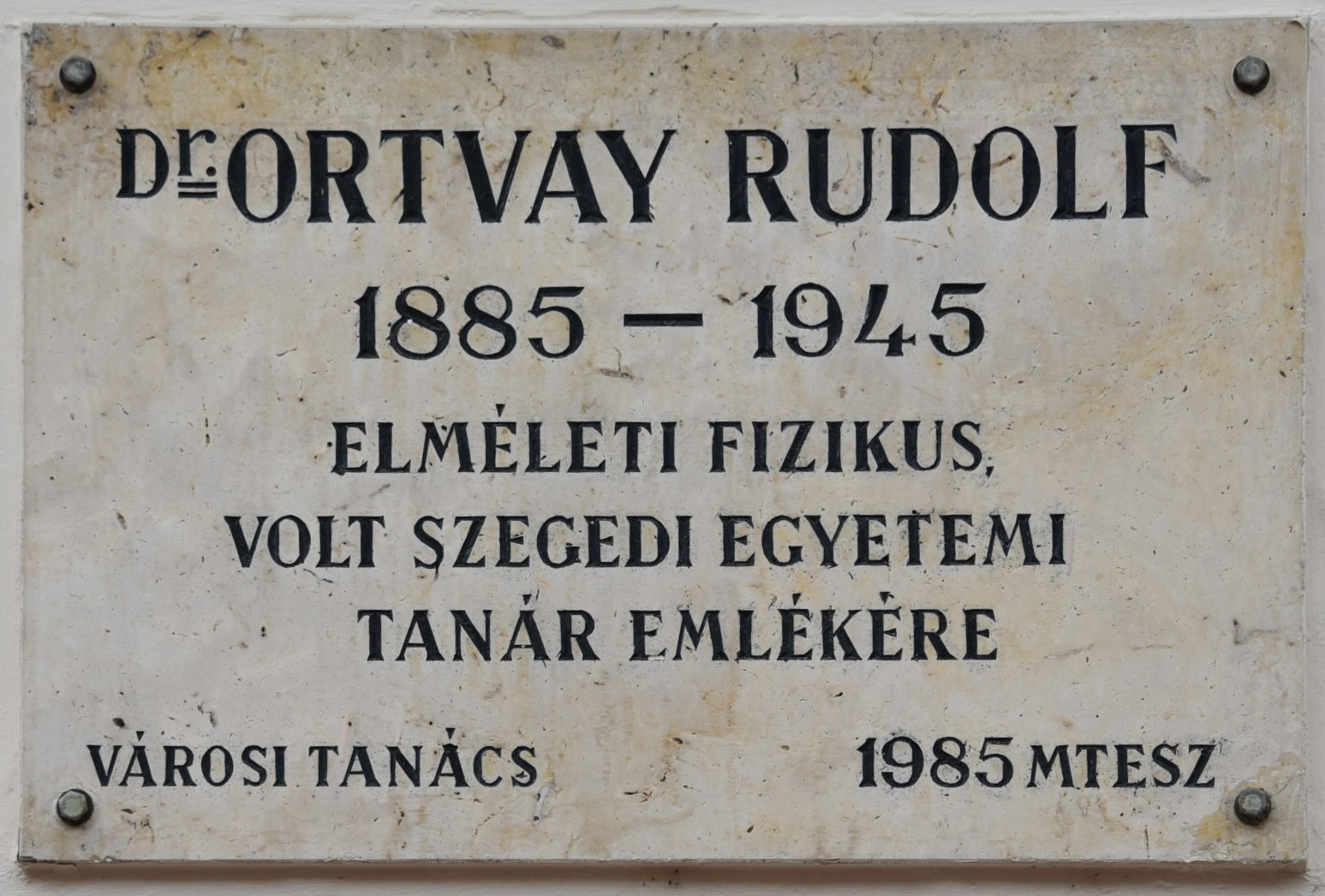

A menekülő kolozsvári magyar egyetemmel ő is Budapestre érkezett, majd 1921-től a szegedi Ferenc József Tudományegyetem nyilvános rendes tanára volt, az Elméleti Fizikai Tanszék alapítója és első vezetője lett. (1921. szeptember 22. – 1928. augusztus 7.) A Matematikai és Természettudományi Kar élére dékánnak választották az 1923/24-es tanévre, prodékáni tisztet töltött be 1924/25-ben. Szegeden ő szerkesztette az egyetemi természettudományi aktát.

Az 1920-as években tartotta Szegeden híres előadássorozatát a Bevezetés az anyag korpuszkuláris elméletébe címen. Előadásainak anyaga 1927-ben nyomtatásban is megjelent, sőt akadémiai székfoglalóján (1927) is ezt a könyvet ismertette. 1928-ban Ortvayt kinevezték a Budapesti Tudományegyetemen az elméleti fizika nyilvános rendes tanárává a nyugdíjba vonuló Fröhlich Izidor helyére. Az Elméleti Fizikai Intézet igazgatójaként megszervezte a nemzetközi színvonalú elméleti fizikai képzést a Pesti Tudományegyetemen. Kortárs, időszerű témákkal 1929-ben indította meg a hallgatóság számára az elméleti fizikai kollokvium sorozatot, ahova előadónak meghívta a kor neves fizikusait (többek közt Sommerfeldet, Paul Diracot, Neumann Jánost, Wigner Jenőt). Doktori hallgatói közé tartozott Neugebauer Tibor, és Gombás Pál is. 1940-ben Ortvay lett az Eötvös Társulat titkára, valamint a Matematikai és Fizikai Lapok fizikus szerkesztője.

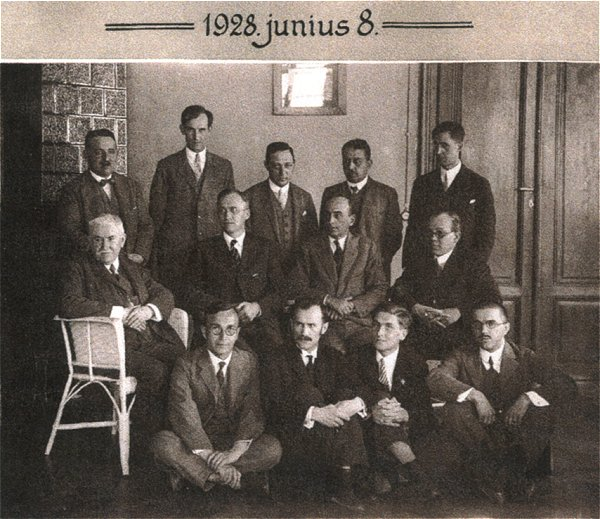
Az álló sorban jobbról az első Ortvay Rudolf

Az utolsó éveiben Ortvay egészsége hanyatlott, gyomor- és vesepanaszokkal többször kórházba került, később hónapokat töltött szanatóriumban. Budapest ostromának közvetlen megpróbáltatásait kimerült idegrendszere nem volt képes elviselni és 1945 január 2-án öngyilkos lett budapesti lakásán.

## Munkássága
Ortvay első tudományos dolgozata 1911-ben jelent meg „Néhány folyadék dielektromos állandójáról magas nyomásnál” címmel a Matematikai és Természettudományi Értesítőben. Ez a téma szorosan kapcsolódott Tangl kutatásaihoz. A doktorit követő ösztöndíjas időszak alatt születtek "A szilárd testek sajátrezgéseinek megszámolásáról" (Über die Abzählung der Eigenschwingungen fester Körper) és a „Szilárd testek elmélete” (Zur Theorie fester Körper) című értekezései. Az utóbbiban a szilárd testek állapotegyenletének kérdésével foglalkozott.

## Művei
- A kvantumelmélet axiomatikus felépítése Heisenberg, Born és Jordan szerint (1926)
- Törvényszerűségek az elemek spektrumaiban (1926)
- Bevezetés az anyag korpuszkuláris elméletébe (Budapest, 1927)
- Korpuszkulák és hullámok (1929)
- Bevezetés a quantummechnnikába (Budapest, 1931)
- Mechanika. Előadások alapján összeállította Haász István Béla (1931)
- Farkas Gyula r. tag emlékezete (1933)
- Elektrodynamika (1938)
- Az egész és rész problémája (1940)
- A matematika néhány újabb szempontjának fizikai vonatkozásai (1940)
- Tangl Károly 1869-1940 (1940)
- Galilei és az újkori tudományos gondolkodás kibontakozása (1942)
- Newton és korunk tudománya, Születésének 300. évfordulója alkalmából (1943)
- Természetfilozófia (1943)

## Tudományos tisztség
- Math. és Phys. Lapok szerkesztője (1930-1945)

## Társasági tagságai
- Eötvos Loránd Matematikai és Fizikai Társulat, választmányi tag
- Magyar Természettudományi Társaság, választmányi tag (1919–1925)
- Magyar Filozófiai Társaság
- Deutsche Physikalische Gesellschaft
- Deutsche Mathematiker Vereinigung
- Astronomische Gesellschaft
- Stella Csillagászati Egyesület, elnöki tanács tag
- Magyar Aeroszövetség, választmányi tag